# Stratovarius

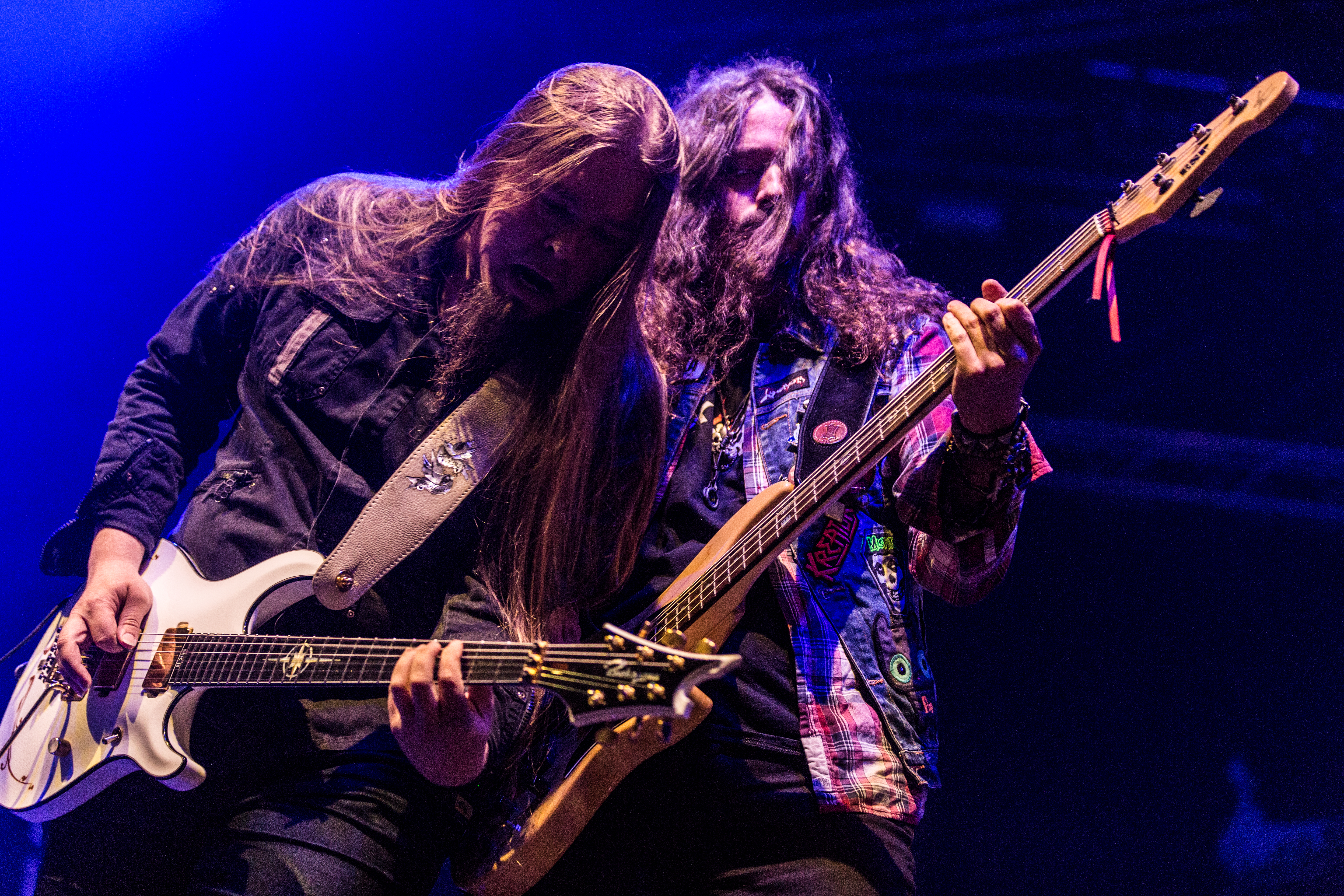
Gitarrist Matias Kupiainen und Bassist Lauri Porra auf dem Metal Frenzy Festival 2017 in Gardelegen

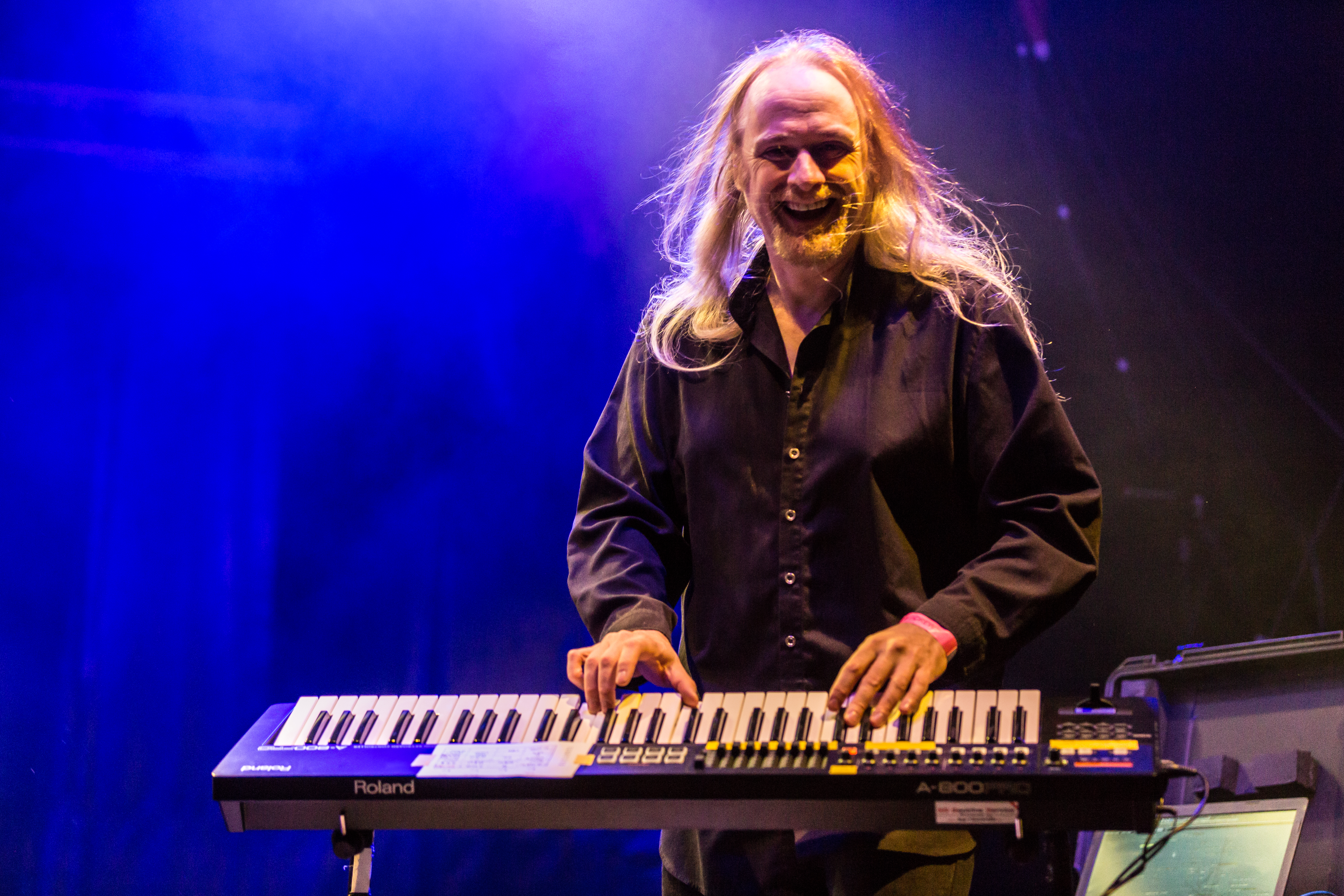
Keyboarder Jens Johansson auf dem Metal Frenzy Festival 2017

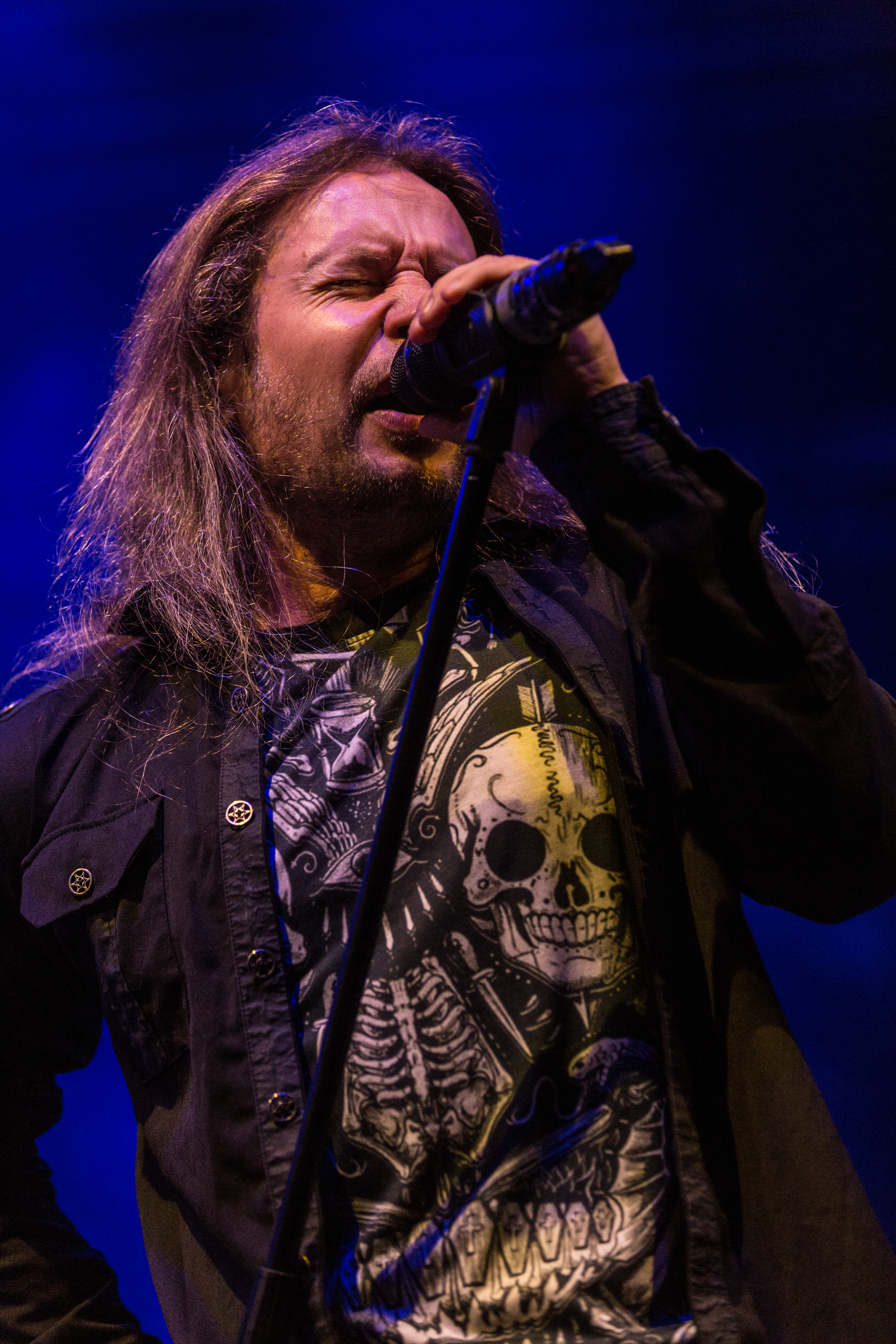
Sänger Timo Kotipelto auf dem Metal Frenzy Festival 2017

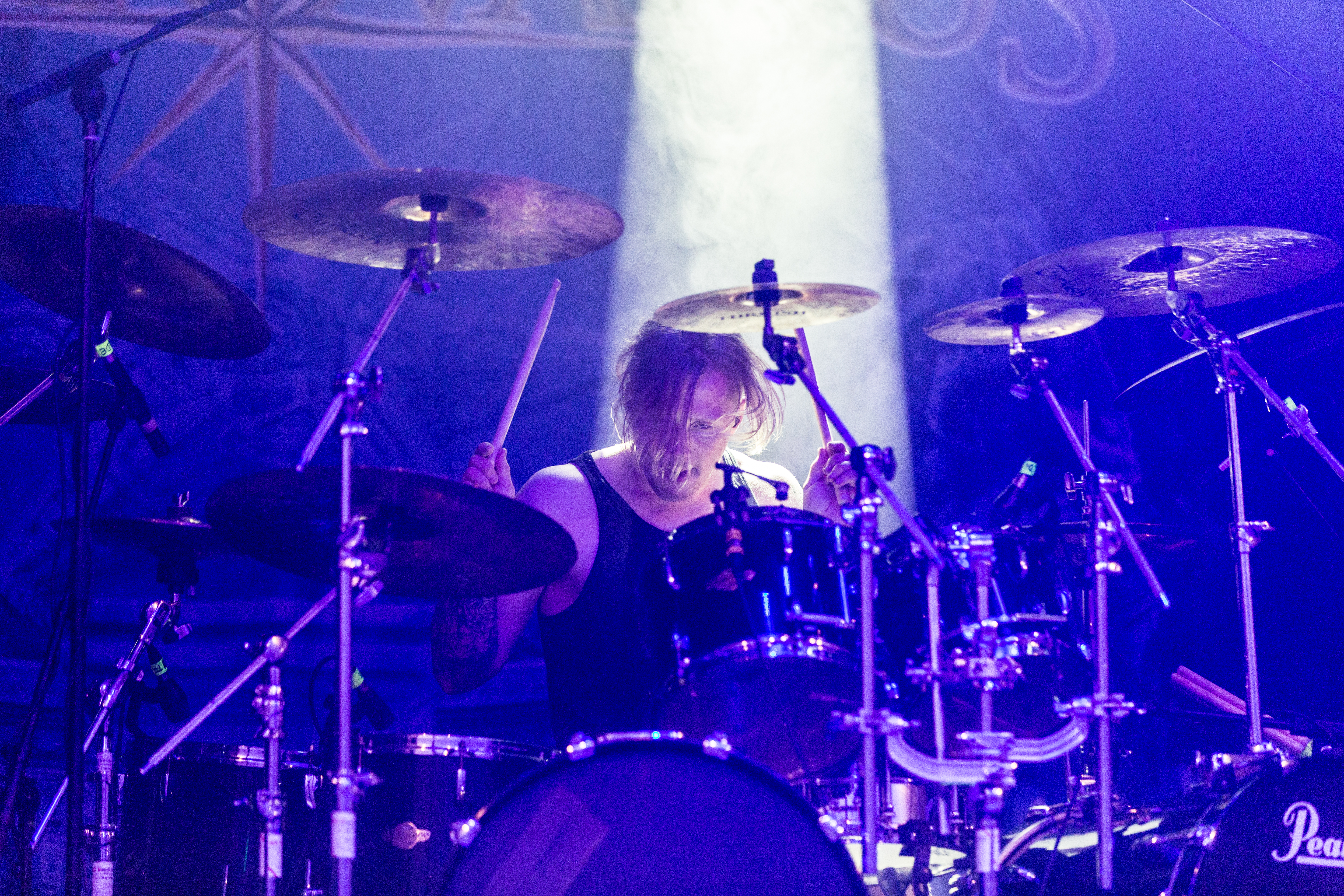
Schlagzeuger Rolf Pilve auf dem Metal Frenzy Festival 2017

Stratovarius ist eine Power-Metal-Band aus Finnland. Der Bandname ist ein Kofferwort aus dem Namen des Geigenbauers Antonio Stradivari und dem Elektrogitarrenmodell Stratocaster. Er symbolisiert die Mischung von Klassik und Metal, wie man sie in vielen Songs von Stratovarius vorfindet.

## Geschichte
Gegründet wurde die Band 1984 von Tuomo Lassila, John Vihervä und Staffan Stråhlman. John Vihervä wurde Ende des Jahres bereits durch Jyrki Lentonen ersetzt, 1985 verließ auch Staffan Stråhlman die Band. Seinen Platz nahm Timo Tolkki ein, der wenig später auch den Gesang übernahm. In dieser Besetzung wurde 1987 die erste Demo aufgenommen. Ihre Musik, ursprünglich stark von Black Sabbath und Ozzy Osbourne inspiriert, wurde zu diesem Zeitpunkt melodischer und stärker klassisch beeinflusst, wie es bis heute typisch für den Stil der Band ist. 1989 wurde das Debüt-Album Fright Night veröffentlicht, nach der Debüt-Single Future Shock im vorherigen Jahr.
Mit dem Album Fourth Dimension kam Sänger Timo Kotipelto.
Auch lässt sich mit dem vierten Album der Anfang einer stilistischen Weiterentwicklung feststellen. Die Songs waren jetzt weniger progressiv-düster, sondern atmosphärisch-hoffnungsvoll, um eine deutliche Spur melodischer und mit mehr klassischen Elementen wie Cembalo oder Streichern.
Nach zwei Welttourneen in zwei Jahren legte die Band im Jahr 2000 eine Schaffenspause ein. Während dieser Zeit erschien die Kompilation Intermission, welche B-Seiten, Bonussongs, Cover und Kompositionen des Keyboarders Johansson enthält.
2003 veröffentlichte Stratovarius Elements Part I. Sie überraschten und spalteten die Fangemeinde durch einen deutlich progressiveren Stil. Zum ersten Mal kamen ein echtes Symphonieorchester sowie Chöre zum Einsatz. Elements Part II war wieder deutlich gitarrenlastiger, wobei manche Kritiker das Album als uninspiriert und langweilig bezeichneten.
Im Jahr 2004 kam es zu einem Streit zwischen Tolkki und Kotipelto mit der Konsequenz, dass Kotipelto und Schlagzeuger Jörg Michael die Band verlassen mussten. Stattdessen holte Tolkki die finnische Sängerin Katriina Wiiala in die Band, die zuvor in der Band AuroraK den Gesang übernommen hatte. Der Bruder von Jens Johansson, Anders Johansson, sollte das Schlagzeug übernehmen. In dieser Zeit machten sich schwere psychische Probleme bei Tolkki bemerkbar und es folgte eine unrühmliche Zeit voller Gerüchte, Schuldzuweisungen, verbalen und tätlichen Angriffen gegen Tolkki sowie schließlich dessen völliger Kollaps. Während eines Aufenthalts in Spanien wurde Timo Tolkki von einem Spanier attackiert und erhielt zwei Messerstiche in den linken Arm. Tolkki musste sofort in ein Krankenhaus eingeliefert werden. Während seines Krankenhausaufenthalts machte er eine geistige Genesung durch.
Nachdem er sich einer Therapie unterzogen hatte, besserte sich der Zustand Tolkkis und nach intensiven Gesprächen mit allen Bandmitgliedern hat sich Stratovarius im Januar 2005 wieder ohne Katriina Wiiala vereint. Das nächste Album namens Stratovarius erschien am 5. September 2005.
Im Juni 2005 zog sich Bassist Jari Kainulainen aus der Band zurück, da er angeblich nicht mehr auf Tournee gehen wollte. Er spielt jetzt bei den Schweden Evergrey. Ersatz ist Lauri Porra, der schon bei Sinergy und Warmen gespielt hatte. Von August 2005 bis Januar 2006 folgte eine Welttournee.
Am 2. April 2008 verkündete Tolkki die endgültige Auflösung der Band. Grund dafür sei u. a. die allgemeine Stimmung unter den Bandmitgliedern. Ferner gab Tolkki bekannt, dass bis auf seinen Nervenzusammenbruch sämtliche Ereignisse des Jahres 2004 einschließlich des Ausstiegs von Kotipelto und Michael abgesprochen und fingiert seien. Die restlichen Bandmitglieder wollen aber ohne Tolkki unter dem Namen Stratovarius weitermachen, wogegen dieser keine Einwände hat. Er übergab den restlichen Bandmitgliedern alle Namens- und Markenrechte, während er selbst eine neue Band namens Revolution Renaissance gründete.
Am 22. August 2008 wurde mit Matias Kupiainen der neue Gitarrist der Band bekanntgegeben. Das erste Album in dieser Besetzung mit dem Titel Polaris erschien am 15. Mai 2009.
Ende 2011 machte die Band den Abschied von Drummer Jörg Michael zu Beginn des Jahres 2012 öffentlich. Im Juni 2012 wurde dann Rolf Pilve als neuer Drummer vorgestellt.
Am 29. Juni 2012 erschien das Livealbum Under Flaming Winter Skies – Live in Tampere, welches Aufnahmen eines Konzertes in Tampere, einer Großstadt im Süden Finnlands, enthält.
Am 22. Februar 2013 erschien das Studioalbum Nemesis. Am 11. September 2015 folgte mit Eternal das nächste Album der Band. Es erreichte Platz 27 der deutschen Charts.
Am 10. August 2018 veröffentlichte Stratovarius das neue Lied „Oblivion“ aus dem Compilation-Album Enigma: Intermission 2, das am 28. September 2018 erschien. Es ist die „Fortsetzung“ von Intermission aus dem Jahr 2001 und enthält Bonustracks der letzten Alben, drei neue Songs und vier orchestral arrangierte Versionen bereits veröffentlichter Stücke. Die Band präsentierte das neue Album auf einer Europatournee mit Tarja Turunen unter dem Namen A Nordic Symphony.
Am 3. Juni 2022 kündigte Stratovarius ihr erstes Studioalbum seit sieben Jahren für den 23. September '22 an. Es trägt den Namen Survive. Die erste Single (der gleichnamige Titeltrack) wurde am gleichen Tag veröffentlicht. Im Songwriting-Prozess war, wie beim Vorgänger Eternal, Jani Liimatainen mit involviert.

## Stil
Die Songs von Stratovarius sind sehr vielfältig und unterschiedlich, so dass schwer von einem bestimmten Stil gesprochen
werden kann. Dennoch lassen sich folgende Charakteristika herausstellen:
- Hoher Gesang: Der Sänger Timo Kotipelto singt in der für einige Spielarten des Metal typischen hohen Stimmlage. Im Gegensatz beispielsweise zum Heavy Metal ist seine Stimme dabei nicht rau, auch schreit er nicht. Aufgrund seiner Erfahrung und eines abgeschlossenen Gesangsstudiums ist er sehr flexibel, sowohl in tiefen als auch hohen Stimmlagen. Auf dem Album Stratovarius findet man eher tiefen und rauen Gesang, extreme Höhen dagegen auf Elements mit Papillon (auf dem allerdings, zumindest auf der Albumversion, ein Knabe die höchsten Parts übernimmt) oder bereits auf Episode mit Father Time. (bis zum Fis")
- Barocke und klassische Elemente: Stratovarius übernehmen Instrumente und Stilformen aus Barock und Klassik. Auch wenn nicht direkt klassische Instrumente oder Keyboardsounds eingesetzt werden, weisen die Songs Charakteristika aus der Klassik auf, besonders bei der Gesamtstruktur und der Harmonieführung.

## Diskografie

### Studioalben
| Jahr | Titel Musiklabel                               | Höchstplatzierung, Gesamtwochen, AuszeichnungChartplatzierungen (Jahr, Titel, Musiklabel, Platzierungen, Wochen, Auszeichnungen, Anmerkungen) | Höchstplatzierung, Gesamtwochen, AuszeichnungChartplatzierungen (Jahr, Titel, Musiklabel, Platzierungen, Wochen, Auszeichnungen, Anmerkungen) | Höchstplatzierung, Gesamtwochen, AuszeichnungChartplatzierungen (Jahr, Titel, Musiklabel, Platzierungen, Wochen, Auszeichnungen, Anmerkungen) | Höchstplatzierung, Gesamtwochen, AuszeichnungChartplatzierungen (Jahr, Titel, Musiklabel, Platzierungen, Wochen, Auszeichnungen, Anmerkungen) | Anmerkungen |
| Jahr | Titel Musiklabel                               | DE | AT | CH | FI | Anmerkungen |
| ---- | ---------------------------------------------- | --- | --- | --- | --- | --- |
| 1989 | Fright Night Ear Music (Edel Music Group)      | — | — | — | FI48 (1 Wo.)FI | Erstveröffentlichung: 11. Mai 1989 Produzent: Timo Tolkki (Finnvox Studios)                                                                   |
| 1994 | Dreamspace Noise Records                       | — | — | — | — | Erstveröffentlichung: 9. Februar 1994 Erstes Album mit Jari Kainulainen Produzent: Timo Tolkki (Rauhala Estate; Soundtrack Studios, Helsinki) |
| 1995 | Forth Dimension Noise Records                  | — | — | — | — | Erstveröffentlichung: 8. Februar 1995 Produzent: Timo Tolkki (Soundtrack Studios, Helsinki)                                                   |
| 1996 | Episode Columbia Broadcasting System           | — | — | — | FI21 (6 Wo.)FI | Erstveröffentlichung: 22. April 1996 Produzent: Mikko „Filmnet“ Karmila, Timo Tolkki (Finnvox Studios)                                        |
| 1997 | Visions Shark Records (Crazy Life Records)     | — | — | — | FI4 (23 Wo.)FI | Erstveröffentlichung: 28. April 1997 Produzent: Timo Tolkki (Finnvox Studios)                                                                 |
| 1998 | Destiny Noise Records, T&T (Sanctuary Records) | DE89 (1 Wo.)DE | — | — | FI1 (17 Wo.)FI | Erstveröffentlichung: 5. Oktober 1998 Produzent: Timo Tolkki (Finnvox Studios)                                                                |
| 2000 | Infinite Nuclear Blast                         | DE28 (3 Wo.)DE | — | — | FI1 (9 Wo.)FI | Erstveröffentlichung: 23. Februar 2000 Produzenten: Miko Karmila, Timo Tolkki (Finnvox Studios)                                               |
| 2003 | Elements Part 1 Nuclear Blast                  | DE27 (2 Wo.)DE | — | CH91 (1 Wo.)CH | FI2 (8 Wo.)FI | Erstveröffentlichung: 27. Januar 2003 Produzent: Timo Tolkki (Finnvox Studios)                                                                |
| 2003 | Elements Part 2 Nuclear Blast                  | DE75 (1 Wo.)DE | — | — | FI4 (3 Wo.)FI | Erstveröffentlichung: 4. November 2003 Produzenten: Miko Karmila, Timo Tolkki (Finnvox Studios)                                               |
| 2005 | Stratovarius Mayan Records (Sanctuary Records) | DE58 (1 Wo.)DE | — | CH92 (2 Wo.)CH | FI4 (4 Wo.)FI | Erstveröffentlichung: 5. September 2005 Produzent: Timo Tolkki (Finnvox Studios)                                                              |
| 2009 | Polaris Ear Music (Edel Music Group)           | DE55 (1 Wo.)DE | — | CH57 (2 Wo.)CH | FI2 (10 Wo.)FI | Erstveröffentlichung: 13. Mai 2009 Produzent: Miko Karmila (Finnvox Studios)                                                                  |
| 2011 | Elysium Ear Music (Edel Music Group)           | DE38 (2 Wo.)DE | — | CH45 (3 Wo.)CH | FI1 (9 Wo.)FI | Erstveröffentlichung: 12. Januar 2011 Produzent: Matias Kupiainen (5 By 5 Studio)                                                             |
| 2013 | Nemesis Ear Music (Edel Music Group)           | DE41 (2 Wo.)DE | AT62 (1 Wo.)AT | CH30 (2 Wo.)CH | FI3 (10 Wo.)FI | Erstveröffentlichung: 22. Februar 2013 Produzent: Matias Kupiainen (5 By 5 Studio)                                                            |
| 2015 | Eternal Ear Music (Edel Music Group)           | DE27 (1 Wo.)DE | AT69 (1 Wo.)AT | CH22 (2 Wo.)CH | FI5 (5 Wo.)FI | Erstveröffentlichung: 11. September 2015 Produzent: Matias Kupiainen (5 By 5 Studio)                                                          |
| 2022 | Survive Ear Music (Edel Music Group)           | DE30 (1 Wo.)DE | AT63 (1 Wo.)AT | CH6 (2 Wo.)CH | FI1 (5 Wo.)FI | Erstveröffentlichung: 23. September 2022 |

grau schraffiert: keine Chartdaten aus diesem Jahr verfügbar
Weitere Studioalben
- 1991: II (CD, Bluelight Records)
- 1992: Twilight Time (Re-Release von II, CD, Shark Records; LP, T&T / Sanctuary Records; MC, Angel’s Of Hell Records)

### Livealben
| Jahr | Titel Musiklabel                                                          | Höchstplatzierung, Gesamtwochen, AuszeichnungChartplatzierungen (Jahr, Titel, Musiklabel, Platzierungen, Wochen, Auszeichnungen, Anmerkungen) | Höchstplatzierung, Gesamtwochen, AuszeichnungChartplatzierungen (Jahr, Titel, Musiklabel, Platzierungen, Wochen, Auszeichnungen, Anmerkungen) | Höchstplatzierung, Gesamtwochen, AuszeichnungChartplatzierungen (Jahr, Titel, Musiklabel, Platzierungen, Wochen, Auszeichnungen, Anmerkungen) | Höchstplatzierung, Gesamtwochen, AuszeichnungChartplatzierungen (Jahr, Titel, Musiklabel, Platzierungen, Wochen, Auszeichnungen, Anmerkungen) | Anmerkungen                                                                     |
| Jahr | Titel Musiklabel                                                          | DE | AT | CH | FI | Anmerkungen                                                                     |
| ---- | ------------------------------------------------------------------------- | --- | --- | --- | --- | ------------------------------------------------------------------------------- |
| 1998 | Live! – Visions of Europe Shark Records (Crazy Life Records)              | — | — | — | FI6 (9 Wo.)FI | Erstveröffentlichung: 7. Juli 1998                                              |
| 2012 | Under Flaming Winter Skies – Live in Tampere Ear Music (Edel Music Group) | DE81 (1 Wo.)DE | — | CH10 a (1 Wo.)CH | FI38 (1 Wo.)FI | Erstveröffentlichung: 29. Juni 2012 Produzent: Matias Kupiainen (5 By 5 Studio) |

### Kompilationen
| Jahr | Titel Musiklabel                                     | Höchstplatzierung, Gesamtwochen, AuszeichnungChartplatzierungen (Jahr, Titel, Musiklabel, Platzierungen, Wochen, Auszeichnungen, Anmerkungen) | Höchstplatzierung, Gesamtwochen, AuszeichnungChartplatzierungen (Jahr, Titel, Musiklabel, Platzierungen, Wochen, Auszeichnungen, Anmerkungen) | Höchstplatzierung, Gesamtwochen, AuszeichnungChartplatzierungen (Jahr, Titel, Musiklabel, Platzierungen, Wochen, Auszeichnungen, Anmerkungen) | Höchstplatzierung, Gesamtwochen, AuszeichnungChartplatzierungen (Jahr, Titel, Musiklabel, Platzierungen, Wochen, Auszeichnungen, Anmerkungen) | Anmerkungen                                                              |
| Jahr | Titel Musiklabel                                     | DE | AT | CH | FI | Anmerkungen                                                              |
| ---- | ---------------------------------------------------- | --- | --- | --- | --- | ------------------------------------------------------------------------ |
| 1999 | The Chosen Ones Shark Records (Crazy Life Records)   | — | — | — | FI7 (6 Wo.)FI | Erstveröffentlichung: 9. November 1999                                   |
| 2001 | Intermission Nuclear Blast                           | DE73 (1 Wo.)DE | — | CH85 (1 Wo.)CH | FI7 (13 Wo.)FI | Erstveröffentlichung: 28. Mai 2001 Sammlung von B-Seiten und Bonustracks |
| 2016 | Best of Ear Music (Edel Music Group)                 | — | — | — | FI12 (1 Wo.)FI | Erstveröffentlichung: 6. Mai 2016                                        |
| 2018 | Enigma: Intermission II Ear Music (Edel Music Group) | — | — | CH69 (1 Wo.)CH | FI16 (1 Wo.)FI | Erstveröffentlichung: 28. September 2018                                 |

Weitere Kompilationen
- 1997: The Past and Now
- 2000: 14 Diamonds
- 2006: Black Diamond: Anthology
- 2010: Polaris Live (Als zweite CD der Polaris Neuauflage)

### Singles
| Jahr | Titel Album                           | Höchstplatzierung, Gesamtwochen, AuszeichnungChartplatzierungen (Jahr, Titel, Album, Platzierungen, Wochen, Auszeichnungen, Anmerkungen) | Höchstplatzierung, Gesamtwochen, AuszeichnungChartplatzierungen (Jahr, Titel, Album, Platzierungen, Wochen, Auszeichnungen, Anmerkungen) | Höchstplatzierung, Gesamtwochen, AuszeichnungChartplatzierungen (Jahr, Titel, Album, Platzierungen, Wochen, Auszeichnungen, Anmerkungen) | Höchstplatzierung, Gesamtwochen, AuszeichnungChartplatzierungen (Jahr, Titel, Album, Platzierungen, Wochen, Auszeichnungen, Anmerkungen) | Anmerkungen |
| Jahr | Titel Album                           | DE | AT | CH | FI | Anmerkungen |
| ---- | ------------------------------------- | --- | --- | --- | --- | ----------- |
| 1998 | S.O.S. Destiny                        | — | — | — | FI2 (11 Wo.)FI |             |
| 2000 | Hunting High and Low Infinite         | — | — | — | FI4 (5 Wo.)FI |             |
| 2000 | A Million Light Years Away Infinite   | — | — | — | FI14 (3 Wo.)FI |             |
| 2002 | Eagleheart Elements Part 1            | — | — | — | FI2 (12 Wo.)FI |             |
| 2003 | I Walk to My Own Song Elements Part 2 | — | — | — | FI9 (3 Wo.)FI |             |
| 2005 | Maniac Dance Stratovarius             | DE93 (1 Wo.)DE | — | CH82 (1 Wo.)CH | FI4 (4 Wo.)FI |             |
| 2009 | Deep Unknown Polaris                  | — | — | — | FI20 (1 Wo.)FI |             |
| 2010 | Darkest Hours Elysium                 | — | — | — | FI4 (2 Wo.)FI |             |

Weitere Singles
- 1988: Future Shock
- 1989: Black Night
- 1992: Break the Ice
- 1995: Wings of Tomorrow
- 1996: Father Time
- 1996: Will the Sun Rise?
- 1997: Black Diamond
- 1997: Kiss of Judas
- 2000: It’s a Mistery
- 2013: Unbreakable

### Videoalben
- 2000: Infinite Visions